# Joey Newman
Joey D. Newman (* 9. September 1976 in Santa Monica, Kalifornien) ist ein US-amerikanischer Komponist.

## Biografie
Joey Newman wurde in eine musikalische Familie geboren. Er ist der Sohn des Sängers Joe Frank Carollo, der Mitglied von Hamilton, Joe Frank & Reynolds war, und der Ballerina Jennifer Newman. Sein Großvater mütterlicherseits ist der Komponist Lionel Newman. Er ist dadurch auch der Großneffe von Alfred Newman und Neffe von Randy, David und Thomas Newman. In seiner Kindheit erlernte er Schlagzeug, Piano und sang im Kinderchor des Los Angeles Master Chorale. Später studierte er Musik am Berklee College of Music. Anschließend zog er nach Los Angeles, wo er für W. G. Snuffy Walden arbeitete und für Serien wie Noch mal mit Gefühl und Providence komponierte. Neben weiteren Film- und Serienkompositionen war Newman auch für die Musik der Fernsehserie The Middle verantwortlich.

## Diskografie
- 2004: Stealing Time
- 2009: Underscored: Music for the Human Condition
- 2012: The Space Between

## Filmografie (Auswahl)
- 2001–2002: Noch mal mit Gefühl (Once and Again, Fernsehserie, 19 Folgen)
- 2001: Stealing Time
- 2002: Anna’s Traum (Anna’s Dream)
- 2002: Eine Mami vom Weihnachtsmann (Mary Christmas)
- 2002: Providence (Fernsehserie, 11 Folgen)
- 2004–2005: Clubhouse (Fernsehserie, sieben Folgen)
- 2004: Pursued – Ein Headhunter kennt keine Gnade (Pursued)
- 2006–2010: Little People, Big World (Fernsehserie, 187 Folgen)
- 2007: Im sicheren Hafen (Safe Harbour)
- 2008–2009: Privileged (Fernsehserie, 18 Folgen)
- 2009–2018: The Middle (Fernsehserie)
- 2012: Adam and Dog
- 2023: Drei Wünsche zum Fest – Zurück ins Weihnachtsglück (Rescuing Christmas)